# L’Instant X
«L’Instant X» (с фр. — «Момент X») — песня французской певицы Милен Фармер, записанная для её четвёртого студийного альбома Anamorphosée. Была выпущена в качестве второго сингла с пластинки 12 декабря 1995 года. Композиции удалось добраться до #6 места в национальном французском чарте.

## История создания
После весьма смешанного приёма публикой сингла «XXL», и низких позиций в чартах её нового альбома Anamorphosée, лейбл решает выпустить «L’instant X» следующим синглом для продвижения пластинки в преддверии рождественских праздников. Название песни происходит от посыла в первом куплете. Припев отсылается на песню французского певца Тино Росси «Petit Papa Noël» — «Papa Noël, quand tu downndras du ciel …».
Впервые в карьере Милен ремиксы для сингла, выпущенные в различных форматах, были спродюсированы не только командой Бутонна: лишь два из них принадлежат Лорану Бутонна и Бертраном Шатене, в то время как другие были созданы при участии Рамона Зенкера. По мнению писателя Жульена Ригаля, микс «Have an Instant X remix» — один из лучших ремиксов созданных без участия Лорана Бутонна. В качестве B-сайда сингла была добавлена «Alice» в джаз-ориентированной версии. Как и большинство синглов Милен, не содержит инструментальной версии. Идея обложки была создана под влиянием постера к фильму 1966 года американского режиссёра Росса Хантера — «Мадам Х» («Madame X»).

## Отзывы критиков
По мнению писателя Эрван Чуберре, «L’instant X» сильно отличается от всего творчества Милен Фармер, поскольку использует глубоко-низкий тембр голоса, чем обычно, и в самой песне речь идёт о повседневности, а не о лирических литературных сложных отсылках. По мнению журналистки Кэролайн Би, «это рок-композиция, напоминающая своей конструкцией и цинизмом „Je t’aime mélancolie“». Журналист Бенуа Кашин сказал, что лирика композиции вызывает юмор и иронию по отношению к приближающемуся новому тысячелетию и потерю людей в догадках, но сама Милен видит в этом удовольствие. Также он отметил что она отсылается к песне группы U2 «Sunday Bloody Sunday» в фразе «Bloody lundi», адресованное к Санта-Клаусу и сравнивает его с Мессией, используя цитату Андре Мальро («le XXIè siècle sera spirituel ou ne sera pas»), цитирует женский журнал Elle, реку Стикс в греческой мифологии и антидепрессант Прозак (но на верланском — пласт лексики французского сленга). Также текст может содержать и прочие значения, например как «отсутствие скрытой духовности из-за концентрации плохих элементов», менструация у женщин. По мнению психолога Хьюга Ройера, в песне «поется о состоянии, в котором прибывает человек в надежде на волшебную формулу которая обратит его от оцепенения». Также он отметил здесь присутствует весьма неожиданный юмор для певицы — «J’ai un teint de poubelle» или «Mon chat qui s’défenestre».

## Коммерческий успех
Во Франции сингл «L’instant X» дебютировал на 9 строчке French Singles Chart 16 декабря 1995 года и после стал терять позиции в течение следующей недели, но однако вскоре вновь вернулся в Top-10 и добрался до 6 строчки чарта 20 января 1996 года и оставался на протяжении 8 недель в первой десятке и затем 20 недель в Top-50. Сингл стал самым продаваемым из эры Anamorphosée. «L’instant X» занял 67 место в итоговом чарте 1996 года. По мнению Ройера «сингл помог певице вернуть лидирующие позиции и дать стимул для возвращения на сцену». В апреле 2018 года сингл вошёл в серию переизданий синглов на виниле и оказался на 8 строчке French Singles Chart.
В бельгийском чарте Ultratop 50, сингл «L’Instant X» находился на протяжении 21 недели и добрался до 12 строчки чарта. Он стал рекордсменом по длительности нахождения в чарте для Милен в этой стране, после сингла «Slipping Away (Crier la vie)» в дуэте с Моби. Также сингл стал 49-м самым продаваемым синглом 1996 года в стране.

## Список композиций[3]
- CD single[4]

| №  | Название                        | Длительность |
| -- | ------------------------------- | ------------ |
| 1. | «L'Instant X» (single version)  | 4:10         |
| 2. | «Alice» (arachnostring version) | 5:20         |

- CD maxi[5]

| №  | Название                                        | Длительность |
| -- | ----------------------------------------------- | ------------ |
| 1. | «L'Instant X» (single version)                  | 4:10         |
| 2. | «L'Instant X» (santa's hard re-x-mix)           | 6:00         |
| 3. | «L'Instant X» (Ramon Zenker club dub re-mix)    | 5:26         |
| 4. | «L'Instant X» (have an Instant X mix)           | 7:05         |
| 5. | «L'Instant X» (Ramon Zenker groove trop re-mix) | 5:39         |

- 12" maxi[6]

| №  | Название                                        | Длительность |
| -- | ----------------------------------------------- | ------------ |
| 1. | «L'Instant X» (santa's hard re-x-mix)           | 6:00         |
| 2. | «L'Instant X» (have an Instant X mix)           | 7:05         |
| 3. | «L'Instant X» (Ramon Zenker groove trop re-mix) | 5:26         |
| 4. | «L'Instant X» (Ramon Zenker club dub re-mix)    | 5:39         |

- CD single — Promo[7]

| №  | Название                       | Длительность |
| -- | ------------------------------ | ------------ |
| 1. | «L'Instant X» (single version) | 4:25         |

- VHS — Promo[8]

| №  | Название              | Длительность |
| -- | --------------------- | ------------ |
| 1. | «L'Instant X» (video) | 4:12         |

- 7" single / 7" maxi / 7" single — Promo

| №  | Название                             | Длительность |
| -- | ------------------------------------ | ------------ |
| 1. | «L'Instant X» (the X key - by One-T) |              |

## Официальные версии
| Version                         | Длина                            | Альбом                                 | Ремикс        | Год           | Примечание                                  |
| «L’Instant X»                   | «L’Instant X»                    | «L’Instant X»                          | «L’Instant X» | «L’Instant X» | «L’Instant X»                               |
| ------------------------------- | -------------------------------- | -------------------------------------- | ------------- | ------------- | ------------------------------------------- |
| Album version                   | 4:45                             | Anamorphosée                           | —             | 1995          |                                             |
| Single version                  | 4:10                             | —                                      | Лоран Бутонна | 1995          | Укороченный вариант альбомной версии песни. |
| Santa’s hard re-x-mix           | 6:00                             | —                                      | Лоран Бутонна | 1995          | «Рождественская» версия песни.              |
| Ramon Zenker groove trop re-mix | 5:26                             | —                                      | Рамон Зенкер  | 1995          |                                             |
| Ramon Zenker club dub re-mix    | 5:39                             | —                                      | Рамон Зенкер  | 1995          |                                             |
| Have an Instant X mix           | 7:05                             | —                                      | Лоран Бутонна | 1995          |                                             |
| Music video                     | 5:18                             | Music Videos II, Music Videos II & III | —             | 1995          |                                             |
| Live version (записана в 1996)  | 9:36 (CD, video) 4:54 (cassette) | Live à Bercy                           | —             | 1996          |                                             |
| Album version                   | 4:45                             | Les Mots                               | Лоран Бутонна | 2001          | Финальный гитарный аккорд вырезан.          |
| The X key mix                   | 3:43                             | RemixeS                                | One-T         | 2003          |                                             |
| «Alice»                         |                                  |                                        |               |               |                                             |
| Album version                   | 5:20                             | Anamorphosée                           | —             | 1995          |                                             |
| Arachnostring version / New mix | 5:20                             | —                                      | Лоран Бутонна | 1996          |                                             |
| Live version (recorded in 1996) | 5:25                             | Live à Bercy                           | —             | 1996          |                                             |

## Чарты

### Еженедельные чарты
| Чарт (1995-96)                 | Пиковая позиция |
| ------------------------------ | --------------- |
| Бельгия/Валлония (Ultratop 50) | 12              |
| European Hot 100 Singles       | 26              |
| Франция (SNEP)                 | 6               |
| Чарт (2018)                    | Пиковая позиция |
| Top Singles (SNEP)             | 8               |

### Годовые чарты
| Чарт (1996)            | Позиция |
| ---------------------- | ------- |
| Ultratop 50 (Wallonia) | 49      |
| Top Singles (SNEP)     | 67      |

## История релизов
| Регион                    | Дата            | Формат                       |
| ------------------------- | --------------- | ---------------------------- |
| Франция Бельгия Швейцария | Ноябрь 1995     | Promo CD single              |
| Франция Бельгия Швейцария | 12 декабря 1995 | CD single, CD maxi, 12" maxi |
| Франция Бельгия Швейцария | 21 января 2004  | 7" single                    |